# Le Dernier Combat
Le Dernier Combat è un film del 1983 scritto, diretto e co-prodotto da Luc Besson. Si tratta del primo lungometraggio diretto dal regista francese.

## Trama
In un futuro apocalittico, gli umani che abitano la Terra non sono più capaci di parlare e lottano disperatamente per la sopravvivenza.

## Produzione
Alla disperata ricerca di finanziamenti per il film, Besson e Jolivet si rivolsero alla cantante Marie-Paule Belle e alla produttrice Michelle de Broca. Al progetto aderirono anche alcuni investitori, come Konstantin Alexandrov, un uomo d'affari di origine russa, che promise 300.000 franchi.

## Riconoscimenti
- 1983 - Festival internazionale del cinema fantastico di Bruxelles
  - Premio della critica a Luc Besson